# 峨眉锥栗
峨眉锥栗（学名：Castanea henryi），又名尖栗、箭栗（湖南）、旋栗（湖北）、榛栗（四川）、珍珠栗，是壳斗科栗属植物锥栗的变种。分布在峨眉山区，生长於海拔1,000米至1,500米的地区。